# Laureneen
Laureneen of lauren-1-een is een diterpeen dat tevens een fenestraan is. De brutoformule is C20H32. Het werd in 1979 door R. Corbett en medewerkers geïsoleerd uit de vluchtige olie van Dacrydium cupressinum, ook rimu genaamd, een conifeer die voorkomt in Nieuw-Zeeland. Het is het enige bekende fenestraan dat in de natuur voorkomt. Het bevat drie vijfringen en een zevenring: laureneen is dus een [5,5,5,7]fenestraan.

## Synthese
In 1988 publiceerden Leo Paquette en medewerkers een synthese van racemisch (±)-laureneen.
Een jaar eerder hadden Tetsuto Tsunoda et al. al een totaalsynthese van de stof gepubliceerd.